# Palazzo Doria d'Angri
Il palazzo Doria d'Angri è un edificio di valore storico e architettonico di Napoli situato in piazza Sette Settembre (già largo dello Spirito Santo), lungo via Toledo, dinanzi al palazzo Carafa di Maddaloni.

## Storia
L'edificio fu eretto su commissione di Marcantonio Doria su due precedenti abitazioni cinquecentesche acquistate dal principe nel 1749 una e nel 1755 l'altra, prende il nome Angri perché il principe aveva il suo feudo nell'omonima città campana. Nel 1760 venne demolito il complesso più grande preesistente, ma in quell'anno il Doria morì e l'idea di realizzare il palazzo di famiglia passò perciò al figlio Giovanni Carlo che incaricò del progetto l'ormai anziano Luigi Vanvitelli.
Avviati i lavori, dopo la morte del Vanvitelli avvenuta nel 1773 i progetti passarono a Ferdinando Fuga prima, poi a Mario Gioffredo e infine a Carlo Vanvitelli, figlio di Luigi, a cui si deve sostanzialmente la configurazione attuale dell'edificio.

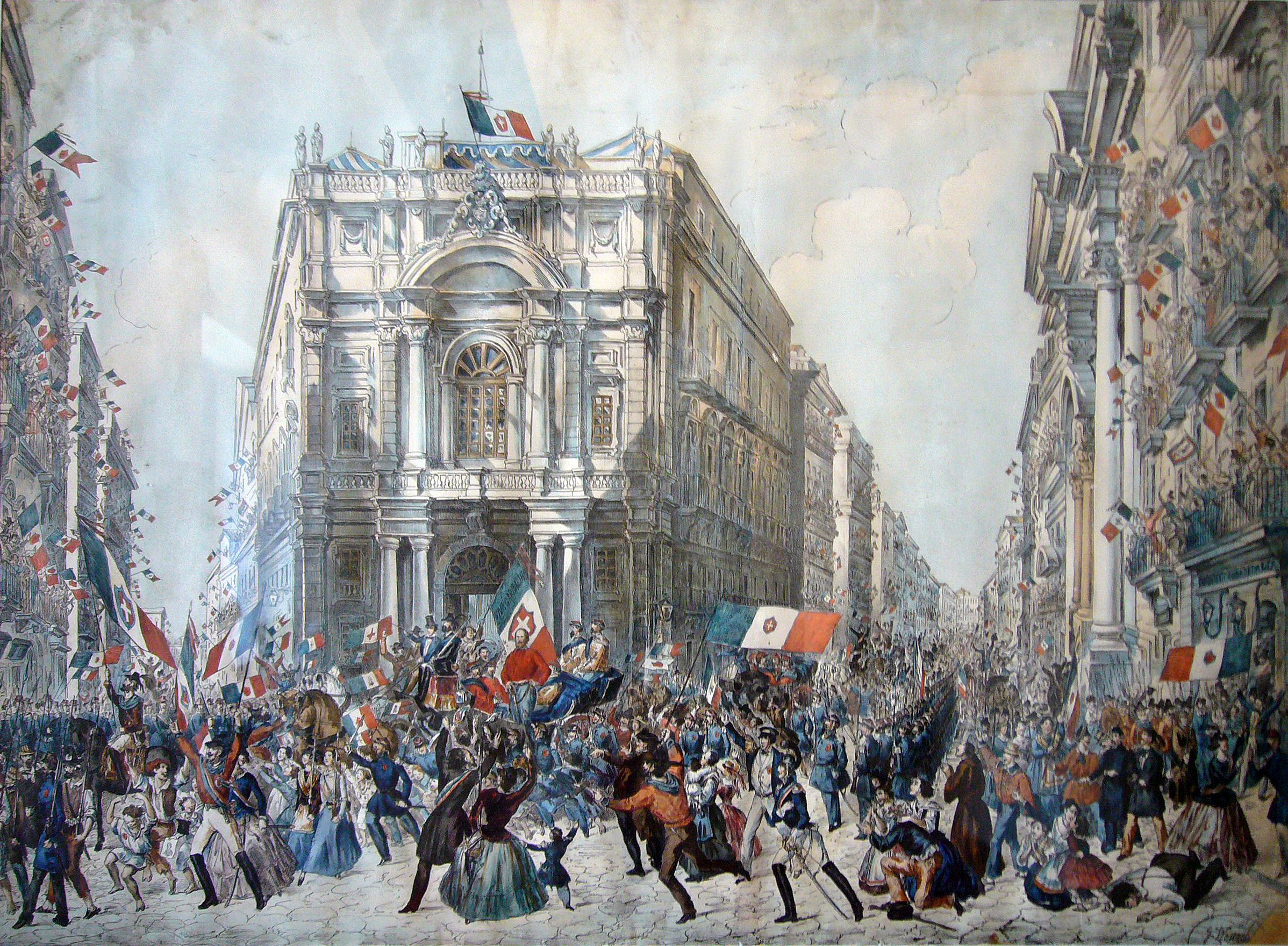
LIngresso di Garibaldi a Napoli di Franz Wenzel Schwarz, dal quale si vede l'originale facciata del palazzo prima dei danni subiti durante la seconda guerra mondiale

Nel 1778 i lavori si fermarono poiché una parte del fabbricato in costruzione usciva lievemente dal lotto originario: ciò causò una lite con il marchese Polce che aveva un terreno in fitto in quel punto. Il Doria ottenne da lì a poco comunque quel suolo così da completare il prospetto del palazzo apponendovi le quattro colonne del portale.
Durante la costruzione si ebbe l'idea di realizzare anche un portale laterale che dava su via Toledo, ma i lavori si fermarono alla sola progettazione da parte dell'ingegnere Gaetano Buonocore. Di fatto un secondo ingresso fu posto invece nella facciata posteriore dell'edificio, di fronte al monumentale palazzo Carafa di Maddaloni. Ulteriori interventi furono poi fatti intorno al primo trentennio dell'Ottocento da Antonio Francesconi, attivo in quel periodo anche nell'altro edificio di famiglia, villa Doria a Posillipo, il quale adattò gli ambienti all'uso abitativo.
Nel 1860 il palazzo divenne famoso perché il 7 settembre Giuseppe Garibaldi annunciò dal balcone dello stesso l'annessione del Regno delle Due Sicilie a quello d'Italia.
Nel 1940 la notevole collezione di Marcantonio Doria conservata nel palazzo, che comprendeva ceramiche, arti applicate e dipinti, tra cui alcuni di Van Dyck, Rubens ed il Martirio di sant'Orsola di Caravaggio, fu scompattata e venduta all'asta; in questa occasione la tela del Merisi fu acquistata dalla banca commerciale italiana esponendola nella storica sede napoletana di palazzo Zevallos. Durante la seconda guerra mondiale il complesso subì alcuni danneggiamenti, soprattutto nella parte superiore della facciata principale, perdendo così sei delle otto sculture che abbellivano il cornicione superiore dell'edificio e il grande stemma nobiliare della famiglia Doria posto sopra il finestrone del piano nobile. Le decorazioni delle sale interne al piano nobile, invece, sono in gran parte scampate ai bombardamenti.
Nel biennio 2021-2022 si è messo mano all'attesissimo restauro di tutti i prospetti esterni.

## Descrizione

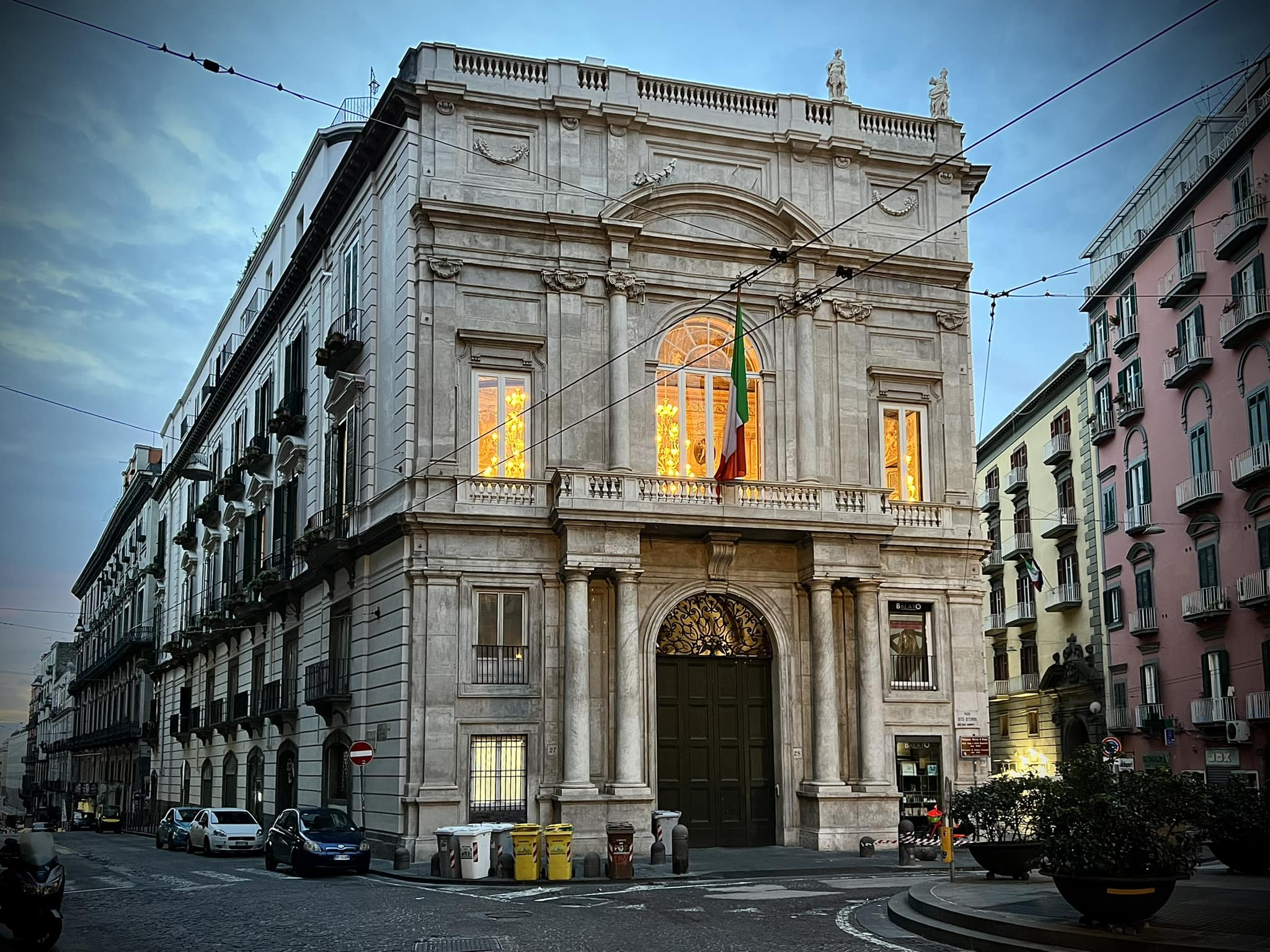

Il palazzo ha una pianta trapezoidale, con la facciata rivolta verso il largo; la facciata è in marmo bianco suddivisa in tre ordini ed è scandita dalla presenza del portale affiancato da colonne doriche che sorreggono, insieme a dei possenti mensoloni, l'aggettante balcone.
Il piano superiore è scandito dalla presenza di semicolonne e lesene ioniche che inquadrano tre finestre con cornici marmoree. La balaustra superiore, che oggi risulta in parte danneggiata, ospitava sei statue al di sotto delle quali era al centro il grande stemma dei Doria; oggi rimangono tuttavia solo due sculture a destra e un pezzo di ghirlanda dello stemma. Dall'acquarello di Franz Wenzel Schwarz che riprende la scena dell'Ingresso di Garibaldi a Napoli, esposto presso il Museo civico di Castel Nuovo, è possibile inoltre notare anche quello che era l'aspetto originario dell'edificio, prima dei danneggiamenti subiti durante la seconda guerra mondiale. Le due facciate laterali che danno su via Sant'Anna dei Lombardi e via Toledo sono più semplici e dispongono di finestre con timpani alternati. La facciata posteriore, che fronteggia il palazzo Carafa di Maddaloni, ha invece un portale modesto che fu chiuso poco dopo la sua costruzione, a causa della diatriba tra i Carafa e i Doria sul passaggio dei carri.
I cortili interni sono due: uno di forma esagonale, simile concettualmente a quello ottagonale di palazzo Serra di Cassano, ma più stretto ed elevato nella forma; l'altro cortile invece è di forma rettangolare. Questi due spazi aperti sono collegati tra loro da un passaggio con volte, mentre collegano a loro volta i due rispettivi ingressi tramite lunghi androni. L'intera prospettiva risulta essere a mo' di "cannocchiale ottico", tecnica architettonica tipica del Vanvitelli, riscontrabile anche in altre sue opere come per esempio nei giardini della reggia di Caserta.
Gran parte dell'interno è impreziosito con decorazioni tipiche dei palazzi nobiliari settecenteschi di Napoli; sono infatti presenti affreschi e tele di Fedele Fischetti, tra i più attivi pittori locali in questo senso, che con la collaborazione di Alessandro Fischetti e Costantino Desiderio eseguì il grande affresco nella volta della galleria, dov'è il Trionfo di Lamba Doria nella battaglia di Curzola. Al Desiderio è invece attribuita l'Aurora posta nel boudoir, ospitante anche le cariatidi in stucco che furono realizzate dallo scultore Angelo Viva. Altri ambienti settecenteschi come il gabinetto degli specchi, la cui camera da letto ospita tre dipinti di Francesco Solimena e decorazioni di Girolamo Starace, conserva affreschi di Giacinto Diano, che lavorò inoltre anche nella galleria del secondo quarto nobile. La cappella privata del piano nobile è infine decorata da pitture di Giovanni Maria Griffon.
Nell'insieme il palazzo si presenta con uno stile collocabile tra il tardobarocco ed il neoclassico.

## Altre immagini

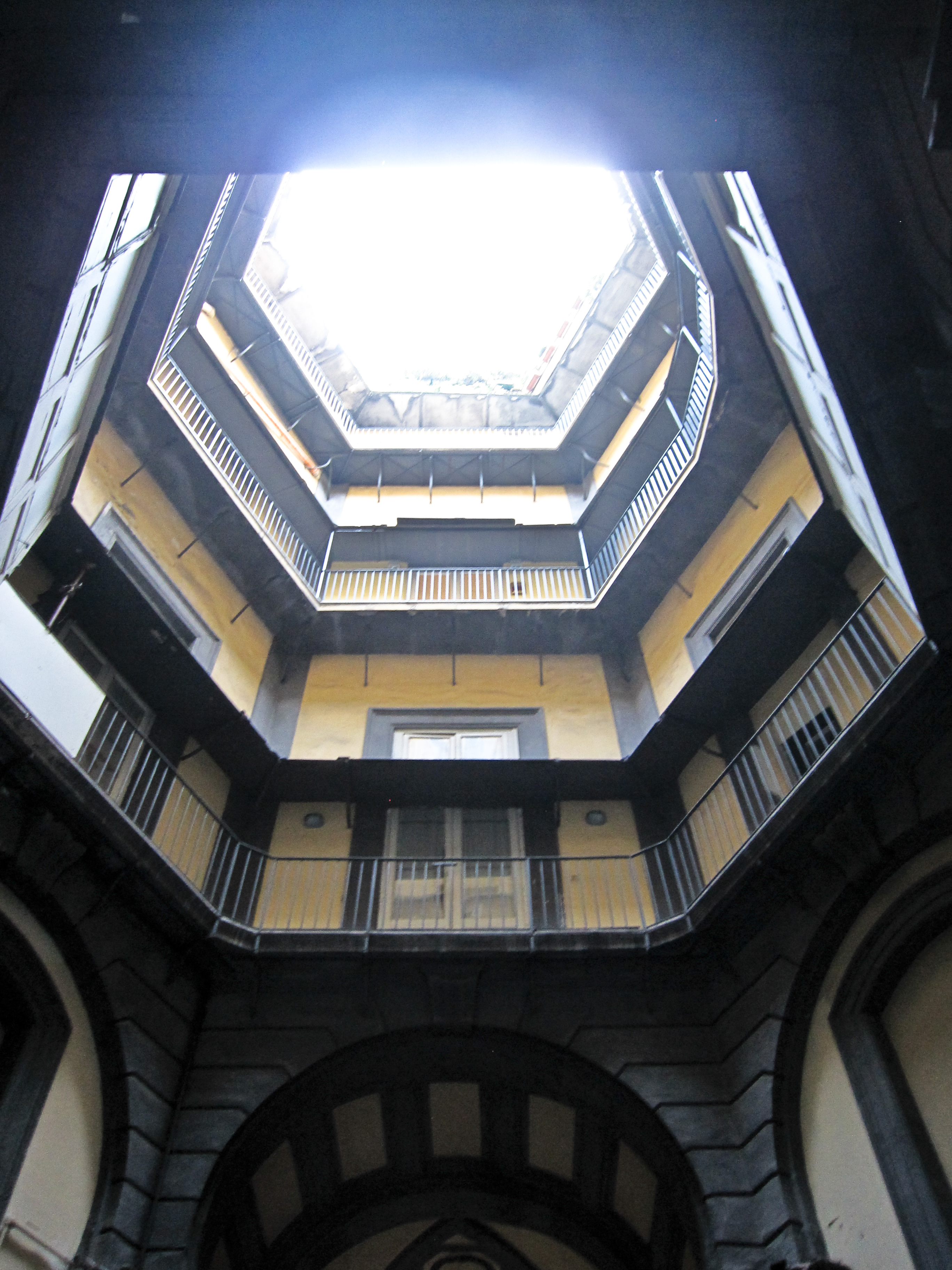
Il cortile esagonale